# Dan Einbinder
Dan Einbinder (hebr. ‏דן איינבינדר‎; ur. 16 lutego 1989 w Jerozolimie) – izraelski piłkarz grający na pozycji pomocnika. Od 2021 roku zawodnik Hapoelu Tel Awiw.

## Życiorys
Jest wychowankiem Beitaru Jerozolima. W latach 2009–2012 był piłkarzem jego seniorskiego zespołu. 1 sierpnia 2012 odszedł do Hapoelu Ironi Kirjat Szemona. W latach 2013–2015 grał w Maccabi Tel Awiw, zdobywając z klubem w tym czasie dwa mistrzostwa kraju. 4 października 2015 powrócił do Beitaru. W 2017 roku podpisał kontrakt z Hapoelem Beer Szewa. W sezonie 2017/2018 świętował z nim wygranie ligi.
W reprezentacji Izraela zadebiutował 6 października 2016 w meczu z Macedonią w ramach eliminacji do Mistrzostw Świata 2018. Do gry wszedł w 72. minucie, zmieniając Ejala Golasę.

## Statystyki
| Sezon     | Klub                        | Liga   | Liga        | Mecze | Gole |
| --------- | --------------------------- | ------ | ----------- | ----- | ---- |
| 2008/2009 | Beitar Jerozolima           | Izrael | Ligat ha’Al | 3     | 0    |
| 2009/2010 | Beitar Jerozolima           | Izrael | Ligat ha’Al | 6     | 1    |
| 2010/2011 | Beitar Jerozolima           | Izrael | Ligat ha’Al | 18    | 0    |
| 2011/2012 | Beitar Jerozolima           | Izrael | Ligat ha’Al | 35    | 4    |
| 2012/2013 | Hapoel Ironi Kirjat Szemona | Izrael | Ligat ha’Al | 29    | 2    |
| 2013/2014 | Maccabi Tel Awiw            | Izrael | Ligat ha’Al | 26    | 1    |
| 2014/2015 | Maccabi Tel Awiw            | Izrael | Ligat ha’Al | 11    | 0    |
| 2015/2016 | Beitar Jerozolima           | Izrael | Ligat ha’Al | 28    | 2    |
| 2016/2017 | Beitar Jerozolima           | Izrael | Ligat ha’Al | 34    | 4    |
| 2017/2018 | Hapoel Beer Szewa           | Izrael | Ligat ha’Al |       |      |

## Sukcesy
Maccabi Tel Awiw
- Mistrzostwo Izraela (2): 2014, 2015[2]
- Puchar Izraela (1): 2015[2]

Hapoel Beer Szewa
- Mistrzostwo Izraela (1): 2018[2]